# Синтетично миещо вещество
Синтетични миещите вещества представляват алкални соли на естерите на алкилсулфоновите киселини. Имат измиващо действие, подобно на сапуните, но са различни по състав. Не хидролизират и не увреждат тъканите. Могат да се смесват с други вещества. Разтворите на синтетичните миещи вещества имат неутрален характер – pH≈7. Синтетичните миещи вещества не се влияят от твърдостта на водата и от нейното pH. Те са продукт изцяло на синтетичната биологична химия. Изградени са основно от алкилсулфати и алкилсулфонати, които подобно на сапуна имат дълъг водороден остатък, неразтворим във вода, и полярна група (остатък от сулфатна или сулфонова група), която е разтворима във вода.
Някои от недостатъците на синтетични миещи вещества:
- Действат обезмасляващо върху кожата;
- Предизвикват гъбични инфекции;
- Представляват опасност за околната среда поради стабилността на молекулите си.
- При попадане във водните басейни причиняват разпенване, а в почвите – намаляване на киселинността.